# Defétismus
Defétismus čili poraženectví je přijetí porážky bez boje. V každodenním používání, poraženectví má negativní konotaci, a je často spojeno se zradou a pesimismem, nebo dokonce s beznadějnou situací. Termín se běžně používá v souvislosti s válkou: voják může být defétista, jestliže odmítá bojovat, protože si myslí, že boj bude určitě ztracen, nebo že nemá cenu bojovat z nějakého jiného důvodu. Termín je používán opět v souvislosti s válkou, odkazováním na názor, že porážka by byla lepší než vítězství. Termín může také být použit v jiných oblastech, jako je politika, sport, psychologie a filozofie.

## Revoluční defétismus
Koncept se stal nejvýznamnějším díky Vladimíru Leninovi v době první světové války. Revoluční defétismus je revoluční poraženectví založené na marxistické myšlence třídního boje. Argumentoval, že proletariát nemohl vyhrát nebo získat v kapitalistické válce. Lenin prohlásil, že skutečný nepřítel jsou imperialističtí vůdci, kteří poslali své nižší třídy do bitvy. Dělníci by získali více z porážky svého vlastního národa, kdyby boj mohl být přeměněn na občanskou válku a pak mezinárodní revoluci.
Ačkoliv byl tento koncept na Zimmerwaldské konferenci socialistů v roce 1915 nejprve odmítán všemi kromě radikálů, postupně získával podporu stále více a více socialistů, zvláště v Rusku v roce 1917, poté, co byl důrazně potvrzen v Leninových Dubnových tezích a pokračovaly ruské válečné ztráty na východní frontě.
Revoluční defétismus lze dávat do kontrastu, s použitím Leninovy terminologie, k revolučnímu defencismu a k sociálnímu patriotismu či sociálnímu šovinismu.